# Mahabharat (serie de televisión)
Mahabharat es una serie de televisión india que fue transmitida por Star Plus entre el 6 septiembre de 2013 y el 16 de agosto de 2014. Está basada en el texto épico-mitológico Mahabharata.

## Argumento
La historia comienza con Bhishma tomando su juramento, posteriormente se muestra el nacimiento de los Kauravas y los Pandavas, mientras en otro lugar, Shakuni, hermano mayor de Gandhari, jura destruir a la dinastía Kuru para vengar el matrimonio de su hermana con una persona ciega (Dhritarashtra), para ello intenta provocar la enemistad entre Kauravas y Pandavas. 
Shakuni consigue manipular a Duryodhan, príncipe heredero de Hastinapura, para que odie a los Pandavas e ingenia varias estrategias para insultarlos a través de él. Uno de los desacuerdos ocurre durante un juego de dados en el que los Pandavas son ofendidos y pierden todas sus propiedades, incluida la esposa de uno de ellos, Draupadi. Más tarde, los Pandavas, junto con Draupadi, acaban exiliados por trece años, dando inicio a la guerra de Mahabharat. 
Indra, disfrazado de un brahman, toma las armaduras y los pendientes de Karna. Más tarde, Karna descubre su verdadera identidad como hijo de Kunti y del dios Sol (Surya). No obstante, decide mantener su palabra de luchar contra los Pandavas. Duryodhana y Arjuna piden ayuda a Krishna, escogiendo el primero la armada de Narayan mientras que Arjuna escoge a Krishna.
Antes de la guerra del Mahabharat, Shri Krishna ilumina a Arjuna sobre el Gita, lo cual le motiva para luchar por la verdad. Después de dieciocho días de guerra, los Pandavas vencen sobre los Kauravas. Yudhishthir se convierte en rey de Hastinapura y los Pandavas viven felices hasta el fin de sus días.

## Reparto

### Principal
| Actriz/ actor      | Papel                       | Notas |
| ------------------ | --------------------------- | --- |
| Saurabh Raj Jain   | Shri Krishna / Señor Vishnu | Hijo de Vasudev y Devaki; el hijo adoptivo de Nanda y Yashoda; esposo de Rukmini; hermano menor de Balram; hermano mayor de Subhadra; sobrino de Kunti y primo de Karna y los Pandavas.       |
| Shaheer Sheikh     | Arjuna                      | Tercer príncipe Pandava, hijo de Indra y Kunti. Esposo de Draupaudi y Subhadra, padre de Abhimanyu y Srutakarma.                                                                              |
| Pooja Sharma       | Draupadi                    | Hija del rey Dhrupad, hermana menor de Shikhandi y Dhristadyumn. Princesa de Panchala, Esposa común de Pandavas, madre de Prativindhya, Sutasoma, Srutakarma, Satanika y de Srutasena         |
| Aham Sharma        | Karna                       | Hijo de Surya Dev y de la reina Kunti; hermano mayor de los Pandavas, hijo adoptivo de Adhiratha y Radha, amigo de Duryodhana, esposo de Vrushali y rey de Anga                               |
| Aarav Chowdhary    | Bhishma                     | El abuelo. Hijo del rey Shantanu y la Diosa Ganga. |
| Praneet Bhat       | Shakuni                     | El rey Subala y el hijo de la reina Sudharma, hermano mayor de Gandhari y tío maternal de los Kauravas.                                                                                       |
| Arpit Ranka        | Duryodhana                  | Hermano mayor de los Kauravas, hijo del rey Dhritarashtra y de la reina Gandhari, hermano mayor de Kaurava y Dushala, sobrino de Shakuni, esposo de Bhanumati y amigo de Karna y Ashwatthama. |
| Rohit Bhardwaj     | Yudhisthira                 | Primer Pandava, hijo Dharmaraj y Kunti, esposo de Draupadi, padre de Prativindhya y Rey de Indraprastha y más tarde de Hastinapur.                                                            |
| Saurav Gurjar      | Bhima                       | Segundo Pandava; hijo de Vayu y Kunti; esposo de Hidimba y Draupadi y padre de Ghatothkacha, Sutasoma.                                                                                        |
| Thakur Anoop Singh | Dhritarashtra               | Hijo de Vyasa Y Ambika, esposo de Gandhari, padre de los Kauravas y Dushyala, tío paterno de los Pandavas y rey de Hastinapur.                                                                |
| Riya Deepsi        | Gandhari                    | Hija del rey Subala y la Reina Sudharma, esposa del rey Dhritarashtra, hermana menor de Shakuni, madre de los Kauravas y Dushyala y Reina de Hastinapur.                                      |
| Shafaq Naaz        | Kunti                       | Hija de Shurasena; hija adoptiva de Kuntibhoja; primera esposa del rey Pandu; madre de Karna, Yudhisthir, Bhima y Arjuna; tía paterna de Balram, Krishna y Subhadra y Rajmata de Hastinapur.  |
| Nirbhay Wadhwa     | Dushasana                   | Segundo Kaurava, hijo del rey Dhritarashtra y la Reina Gandhari, hermano de Duryodhana y Dushyala.                                                                                            |
| Vin Rana           | Nakula                      | Cuarto Pandava, hijo de Madri y Ashwini Kumar, esposo de Draupadi y padre Satanika. |
| Lavanya Bhardwaj   | Sahadeva                    | Quinto Pandava, hijo de Madri y Ashwini Kumar, esposo de Draupadi y padre de Srutasena. |
| Naveen Jinger      | Vidura                      | Hermano menor de Dhiratarashtra Y Pandu. Primer ministro de Hastinapur. |
| Nissar Khan        | Drona                       | Profesor real de los príncipes Kuru y padre de Ashwatthama. |
| Sayantani Ghosh    | Satyavati                   | Hija de Uparichara Vasu, hija adoptiva de Dusharaj, segunda esposa del rey Shantanu y madre de Chitrāngada y Vichitravirya.                                                                   |
| Paras Arora        | Abhimanyu                   | Hijo de Arjun y Subhadra , esposo de Uttara y padre de Parikshit. |
| Ankit Mohan        | Ashwatthama                 | Dronacharya hijo y Duryodhana amigo. |

### Recurrentes
| Actriz/de actor            | Función              | Notas |
| -------------------------- | -------------------- | --- |
| Vivana Singh               | Ganga                | Diosa Ganga, la primera esposa del Rey Shantanu y madre de Brishna.                                                |
| Sudesh Berry               | Drupada              | Rey de Panchala. Padre de Shikhandini, Dhristadyumna y Draupadi.                                                   |
| Veebha Anand               | Subhadra             | Hija de Vasudev Y Devki, hermana menor de Balram y Krishna, cuarta esposa de Arjun y madre de Abhimanyu.           |
| Richa Mukherjee            | Uttara               | Hija del rey Virata y la Reina Sudeshna, hermana menor de Uttar, esposa de Abhimanyu y madre de Parikshit.         |
| Sameer Dharmadhikari       | Shantanu             | Rey de Hastinapur, esposo de Ganga y Satyavati, padre de Bhishma, Chitrangada y Vichtravirya.                      |
| Puneet Issar               | Parshurama           | Sabio y maestro de Bhishma, Drona y Karna                                                                          |
| Arun Singh Rana            | Pandu                | Hijo de Vyasa y Ambalika, esposo de Kunti y Madri, padre de los Pandavas y rey de Hastinapur.                      |
| Suhani Dhanki              | Madri                | Segunda esposa de Pandu, Hija de Shalya (Rey de Madra)                                                             |
| Pallavi Subhash            | Rukmini              | Primera esposa de Krishna y hermana de Rukmi.                                                                      |
| Vaishnavi Dhanraj          | Hidimbi              | Primera esposa de Bheem, madre de Ghatothkacha y nuera de Kunti.                                                   |
| Aryamann Seth              | Vichitravirya        | Hijo de Satyavati, hermano de Chitrāngada y esposo de Ambika y Ambalika.                                           |
| Aparna Dixit               | Ambika               | Madre de Dhritarashtra y suegra de Gandhari.                                                                       |
| Mansi Sharma               | Ambalika             | Madre de Pandu y suegra de Kunti y Madri.                                                                          |
| Shikha Singh               | Shikhandini          | Hija del rey Drupad, hermana de Draupadi y Dhrishtadyumna, princesa de Panchala y la reencarnación de Amba         |
| Karan Suchak               | Dhrishtadyumna       | Hijo de King Drupad, hermano de Draupadi y Shikhandini, príncipe de Panchala                                       |
| Ali Hassan                 | Takshak Y Jayadratha | Nagaraja, Takshak y el marido de Dushyala, Jayadratha.                                                             |
| Ratan Rajput               | Amba                 | Hija de, hermana de Ambika y Ambalika y la princesa de Kashi.                                                      |
| Ketan Karande              | Ghatotkacha          | Bheema Y Himdimba hijo.                                                                                            |
| Tarun Khanna               | Balrama              | Krishna Y Subhadra hermano más viejo                                                                               |
| Nikhil Arya / Sachin Verma | Indra                | Dios de lluvias y el padre de Arjuna                                                                               |
| Sandeep Rajora             | Surya                | Sol de señor y el padre de Karna                                                                                   |
| Atul Mishra                | Ved Vyas             | |
| Garima Jain                | Dushala              | Hija de King Dhritarashtra y Reina Gandhari, hermana de Kauravas y Jaydrath mujer.                                 |
| Sandeep Arora              | Vikarna              | Uno de Kauarava príncipe, Hijo de King Dhritarashtra y Reina Gandhari y hermano de Duryodhan, Dushasna y Dushyala. |
| Kaushik Chakravorty        | Shalya               | Rey de Madra, Madri hermano, Nakula y Sahdeva tío materno.                                                         |
| Hemant Choudhary           | Kripa                | Profesor real de Kauravas y Pandavas.                                                                              |
| Ajay Mishra                | Sanjaya              | |
| Tinu Verma                 | Jarasandha           | Rey de Magadha |
| Joy Mathur                 | Shishupala           | |
| Nazea Hasan Sayed          | Vrushali             | Mujer de Karna, Kunti nuera y Vrishaketu madre.                                                                    |
| Raj Premi                  | Kalayavan            | |
| Rumi Khan                  | Kichaka              | |
| Akhilendra Mishra          | Kansa                | Devaki hermano, Vasudev cuñado y Krishna tío materno.                                                              |
| Deepak Jethi               | Virata               | |
| Preeti Puri                | Devaki               | |
| Vandana Singh              | Yashoda              | |
| Kunwar Vikram Soni         | Joven Shri Krishna   | |
| Ketki Kadam                | Joven Radha          | |
| Alam Khan                  | Joven Duryodhana     | |
| Vidyut Xavier              | Joven Karna          | |
| Ashnoor Kaur               | Joven Dushala        | |
| Rohit Shetty               | Joven Yudhishthira   | |
| Devesh Ahuja               | Joven Nakula         | |
| Rudraksh Jaiswal           | Joven Sahadeva       | |
| Pravisht Mishra            | Uttar                | |
| Chandani Sharma            | Kripi                | |
| Rio Kapadia                | Subala               | Rey de Gandhar,Reina Sudharma es Marido, Shakuni y Gandhari padre                                                  |
| Shweta Gautam              | Sudharma             | Reina de Gandhar, King Subala es Mujer, madre de Shakuni y Gandhari                                                |
| Ananya Agarwal             | Malini               | |
| Anju Jadhav                | Sukhada              | |
| Jayantika Sengupta         | Arshi                | |
| Kanishka Soni              | Parashvi             | |
| Mohit Raina / Amit Mehra   | Señor Shiva          | |
| Kunal Bhatia               | Agni                 | Dios de fuego. |

## Premios y nominaciones
| Año  | Premio                                 | Categoría                                     | Actor                 | Resultado |
| ---- | -------------------------------------- | --------------------------------------------- | --------------------- | --------- |
| 2014 | Premios de Gremio de la estrella       | Mejor Ensemble Reparto                        | Sidharth Kumar Tewary | Ganador   |
| 2014 | Premios de Gremio de la estrella       | Mejor Serie Mitológica                        | Swasthik Cuadro       | Ganadora  |
| 2014 | Premios de Academia Televisivos indios | Mejores efectos visuales                      | Swasthik Cuadro       | Ganadora  |
| 2014 | Premios de Academia Televisivos indios | Mejor actor - Popular                         | Shaheer Sheikh        | Ganador   |
| 2014 | Premios de Academia Televisivos indios | Mejor serie mitológico-histórica              | Mahabharat            | Ganadora  |
| 2014 | Telly india Premio                     | Mejor actor en una Función de Ventaja         | Saurabh Raj Jain      | Ganador   |
| 2014 | Telly india Premio                     | Mejor actor en una Función de Ventaja         | Shaheer Sheikh        | Ganador   |
| 2014 | Telly india Premio                     | Mejor actriz en una Función de Ventaja        | Pooja Sharma          | Ganadora  |
| 2014 | Telly india Premio                     | Mejor actor en una Función Negativa           | Praneet Bhat          | Ganador   |
| 2014 | Telly india Premio                     | Mejor actor en una Función Negativa           | Arpit Ranka           | Ganador   |
| 2014 | Telly india Premio                     | Mejor actor en una Función De apoyo           | Aham Sharma           | Ganador   |
| 2014 | Telly india Premio                     | Mejores trajes para un programa de televisión | Bhanu Athaiya         | Ganadora  |
| 2014 | Telly india Premio                     | Mejor maquillador                             | G. Un. Jamesh         | Ganador   |
| 2014 | Telly india Premio                     | Mejor Ensemble                                | Sidharth Kumar Tewary | Ganador   |
| 2014 | Telly india Premio                     | Mejor estilista                               | Shweta Korde          | Ganadora  |
| 2014 | Premios de oro                         | Mejor actor en una función de ventaja         | Shaheer Sheikh        | Ganador   |